# パウロ・セーザル・カルペジアーニ
カルペジャーニ（Carpegiani）ことパウロ・セーザル・カルペジャーニ（Paulo César Carpegiani、1949年2月7日 - ）は、ブラジル・リオグランデ・ド・スル州出身の元サッカー選手、サッカー指導者。

## 経歴
1969年にSCインテルナシオナルへ移籍し、エリアス・フィゲロア、ファルカン、バチスタらと共に、インテルナシオナルの黄金期を支えた。1977年からはCRフラメンゴに在籍したが3年後、31歳で引退した。
代表では、1974 FIFAワールドカップとコパ・アメリカ1979に出場し、ワールドカップではクロドアウドの直前離脱を受けて、ヴィウソン・ピアッザと共にボランチのレギュラーを務めた。
引退後は監督を務め、サッカーパラグアイ代表などを指揮した。

## 代表歴

### 出場大会
- ブラジル代表
  - 1974 FIFAワールドカップ

### 試合数
- 国際Aマッチ 16試合 0得点（1974年-1979年）[1]

| ブラジル代表 | 国際Aマッチ | 国際Aマッチ |
| 年           | 出場        | 得点        |
| ------------ | ----------- | ----------- |
| 1974         | 11          | 0           |
| 1975         | 0           | 0           |
| 1976         | 0           | 0           |
| 1977         | 0           | 0           |
| 1978         | 0           | 0           |
| 1979         | 5           | 0           |
| 通算         | 16          | 0           |